# Cheilosia insignis
Cheilosia insignis es una especie de sírfido. Se distribuyen por Europa.